# 并州片
并州片是晋语的八个方言片之一，以太原话为代表，主要使用于山西省中部，汾河中游两岸平川的太原、清徐、娄烦、榆次、太谷、祁县、平遥、介休、灵石、交城、文水、孝义、寿阳、榆社、盂县等十余个县市，人口约500余万，包括太原话、榆次话、平遥话等。
并州片的共同特点有：
1. 有五个声调，平声不分阴阳，入声分阴阳。
2. 古全浊声母字不论平仄一律不送气。

也有学者认为：并州片下又分为太原片和阳泉片。太原片也称晋阳小片，入声分阴阳；阳泉片又称平辽小片，入声不分阴阳。

## 其他
- 山西省中部的山区地带则大多不属于并州片，太原市区以北的山区，多属于五台片，汾河谷地东侧的太行山区主要属于大包片，汾河谷地西侧的吕梁山区多属于吕梁片。

- 盂县因处于并州片与五台片、大包片的过渡地带，平声区分阴阳，而有6个声调。